# Santiago Santos
Santiago Santos Muñoz, conocido deportivamente como Santi Santos, (Madrid, España, 11 de octubre de 1961) es un exjugador de rugby español y exseleccionador de la Selección de Rugby de España.
Aunque nació en Madrid, reside en la localidad madrileña de Alcalá de Henares. Es primo hermano de Emilio Butragueño, exjugador de fútbol del Real Madrid.

## Inicios
Nacido en Madrid y jugador del antiguo Real Canoe y del Liceo Francés, dos de los dos clubes más importantes de España, Santiago Santos llegó a Alcalá de Henares casi por casualidad.
La vida llevó después a Santi Santos hasta Inglaterra para dar clase en el Instituto Español en Londres durante seis años. Aquella aventura londinense le llevó a retirarse en los equipos amateurs del club profesional Wasps RFC de la capital inglesa. 
Tras la retirada llegó el tiempo de los banquillos. Desde entonces, grandes clubes de Madrid como Liceo Francés, MARU (ahora Club Alcobendas Rugby) o Complutense Cisneros fueron algunos de sus destinos hasta que llegó la llamada de la Selección Nacional.
Su máximo objetivo como entrenador de la selección fue meter a España en un Mundial donde el XV del León no está desde 1999.
A pesar de su trabajo como seleccionador nacional, sigue siendo profesor catedrático en excedencia de educación física del IES Cardenal Cisneros.

## Selección Española
Como jugador, debutó con la Selección de rugby de España con 18 años y estuvo hasta los 30. En total, acumula 45 caps con el XV del León. De 2013 a 2023, fue el seleccionador nacional de rugby, cargo en el que sustituyó al neozelandés Bryce Bevin  y fue sustituido por el argentino Pablo Bouza.